# Leucania pastea
Leucania pastea là một loài bướm đêm trong họ Noctuidae.